# Esztár, Hajdú-Bihar
Esztár (în română Istar) este un sat în districtul Derecske, județul Hajdú-Bihar, Ungaria, având o populație de 1.375 de locuitori (2011). 

## Demografie
Componența etnică a satului Esztár
     Maghiari (96,17%)
     Romi (3,59%)
     Români (0,24%)
Componența confesională a satului Esztár
     Reformați (66,69%)
     Fără religie (9,16%)
     Romano-catolici (3,56%)
     Greco-catolici (2,25%)
     Necunoscută (18,33%)
     Alte religii (0,65%)
Conform recensământului din 2011, satul Esztár avea 1.375 de locuitori. Din punct de vedere etnic, majoritatea locuitorilor (96,17%) erau maghiari, cu o minoritate de romi (3,59%).  Din punct de vedere confesional, majoritatea locuitorilor (66,69%) erau reformați, existând și minorități de persoane fără religie (9,16%), romano-catolici (3,56%) și greco-catolici (2,25%). Pentru 18,33% din locuitori nu este cunoscută apartenența confesională.